# Nochelesaurus
Nochelesaurus is een geslacht van uitgestorven pareiasauriden uit het Perm van Zuid-Afrika.
De typesoort werd in 1929 door Haughton en Boonstra benoemd als Nochelesaurus alexanderi. De geslachtsnaam betekent 'sloom reptiel' in het Grieks. De soortaanduiding eert Dr. Alexander L. du Toit.
Het holotype is SAM-PK-6239, een skelet met schedel. Toegewezen werd specimen SAM-PK-6239A, een achterdeel van de rechterkant van een schedel. In 2021 werden de specimina FMNH UR 2436, twee voorpoten, en FMNH UR 2480, een postcraniaal skelet, toegewezen.
Jongere synoniemen zijn Dolichopareia angusta, gebaseerd op specimen SAM 6238 en Brachypareia watsoni gebaseerd op specimen SAM 6240. Zoals de naam al aangeeft, is de schedel lang en smal. In 1961 maakte Oskar Kuhn er een soort van Embrithosaurus van: Embrithosaurus alexanderi (Haughton en Boonstra, 1929) Kuhn 1961. Dit wordt echter niet algemeen aanvaard en kan niet empirisch onderbouwd worden. Boonstra benoemde in 1969 ook een Bradysaurus watsoni.